# Red Dog
Red Dog (conocida en Hispanoamérica como Las aventuras del perro rojo) es una película dramática y de comedia de Australia estrenada en 2011, dirigida por Kriv Stenders y producida por Nelson Woss y Julie Ryan. La película, basada en la novela corta homónima de Louis de Bernières, fue protagonizada por Josh Lucas, Rachael Taylor, John Batchelor y Koko como Red Dog, el perro rojo. En los premios Inside Film, Red Dog fue nominada en nueve categorías y logró ganar en siete de ellas. El sitio de internet Rotten Tomatoes reportó que el 81% de los críticos le dieron una reseña positiva a la película, con una puntuación promedio de 6.6 sobre 10. Phillip French del diario The Guardian afirmó que la película garantiza «generar llanto y alegría al mismo tiempo».

## Sinopsis
El argumento está inspirado en un caso real, un perro conocido como Red Dog, que se hizo popular en Australia en la década de 1970 por sus viajes a través de la vasta región de Pilbara. Un adorable perro rojo, en busca de su dueño original, empieza a cambiar las vidas de todos los hombres y mujeres que se cruzan en su camino. En 1971, un camionero llamado Thomas llega tarde a Dampier, Australia, tras haber transportado a la ciudad una estatua previamente ordenada de William Dampier. Al entrar en el bar del pueblo, ve las siluetas de un grupo de hombres, uno de los cuales sostiene un arma. Creyendo que se trata de un asesinato, se apresura a entrar en la habitación contigua, donde ve que los hombres están tratando de dar el descanso a un perro aparentemente enfermo (interpretado por Koko). Incapaces de llevar a cabo la eutanasia, los hombres, con Thomas, se retiran al bar. Jack Collins le dice que el perro se llama Red Dog y empieza a relatar su historia.

## Reparto

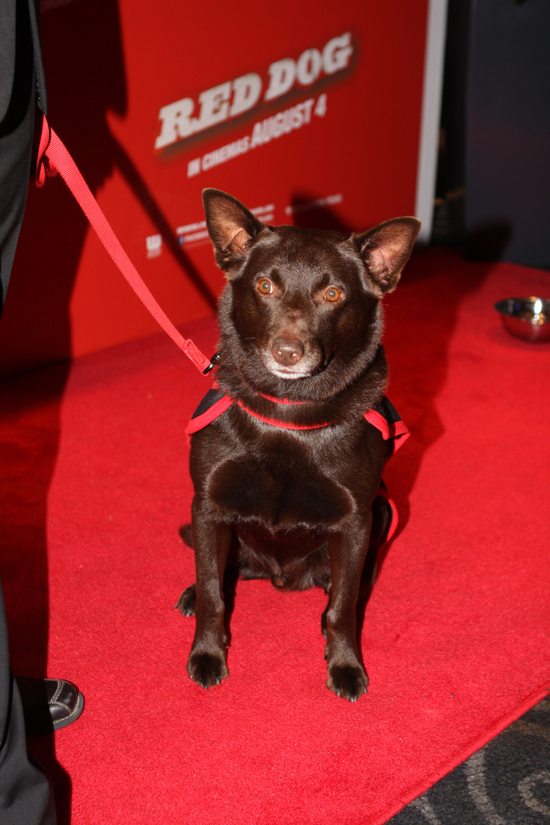
El perro Koko en el estreno de la película en 2011

- Koko como Red Dog.
- Josh Lucas como John Grant.
- Rachael Taylor como Nancy Grey.
- John Batchelor como Peeto.
- Noah Taylor como Jack Collins.
- Keisha Castle-Hughes como Rosa.
- Loene Carmen como Maureen Collins.
- Luke Ford como Thomas.
- Neil Pigot como Rick.
- Rohan Nichol como Jocko.
- Tiffany Lyndall-Knight como Patsy.
- Costa Ronin como Dzambaski.
- Eamon Farren como Dave.
- Arthur Angel como Vanno.